# ألباريتو ديلا توري
ألباريتو ديلا توري هي بلدية (كوميون) في مقاطعة كونيو في منطقة بيدمونت الإيطالية، وتقع على بعد حوالي 60 كيلومتر (37 ميل) جنوب شرق تورينو وحوالي 50 كيلومتر (31 ميل) شمال شرق كونيو.
تقع ألباريتو دلا توري على حدود البلديات التالية: أرغويلو وتشيروتو لانغي وليكيو بيريا وروديلو وسينيو.